# Craspedosis extenuata
Craspedosis extenuata är en fjärilsart som beskrevs av Walker 1864. Craspedosis extenuata ingår i släktet Craspedosis och familjen mätare. Inga underarter finns listade i Catalogue of Life.